# Wiktor II
Wiktor II (łac. Victor II, właśc. Gebhard von Dollnstein-Hirschberg; ur. ok. 1018 w Szwabii, zm. 28 lipca 1057 w Arezzo) – papież w okresie od 13 kwietnia 1055 do 28 lipca 1057.

## Życiorys
Naprawdę nazywał się Gebhard, hrabia Calw, Tollenstein i Hirschbergu. Jego rodzicami byli hrabia Hartwig i hrabina Baliza, był krewnym cesarza Henryka III. Jego wujem był biskup Ratyzbony Gebhard III.
W 1042 roku biskup Ratyzbony zaproponował królowi Henrykowi kandydaturę Gebharda na urząd biskupa Eichstätt. Henryk początkowo się wahał, gdyż Gebhard miał jedynie 24 lata, lecz uległ namowom sędziwego arcybiskupa Bardo z Moguncji. Gebhard okazał się dobrym biskupem i stronnikiem cesarza. Był wśród osób, które pojechały z nim na koronację do Rzymu w 1046 roku, brał udział w synodzie w Moguncji w październiku 1049 roku, któremu przewodniczył papież Leon IX. Gebhard był również obecny przy spotkaniach cesarza z papieżem w Ratyzbonie i Bambergu w 1053 roku. W tym czasie był już najbardziej wpływowym doradcą Henryka III. To właśnie za jego sprawą, niemiecka armia, która w 1053 roku szła, by połączyć się z wojskami papieża Leona IX w wojnie przeciwko Normanom, została zawrócona. Później Gebhard, już jako papież, żałował, że doradził cesarzowi takie posunięcie. Miał wówczas okazję, by udowodnić swoją lojalność, broniąc tronu Bawarii przed zakusami księcia Konrada, hrabiów z Scheyern oraz swojego własnego wuja, biskupa Gebharda z Ratyzbony.
Po śmierci Leona IX (19 kwietnia 1054) na dwór w Moguncji przybył we wrześniu 1054 roku, na czele rzymskiej legacji, kardynał Hildebrand. Posłowie prosili cesarza, by desygnował Gebharda na papieża. Henryk wyraził zgodę, lecz Gebhard odmówił przyjęcia godności. W marcu 1055 roku Gebhard uzależnił swą zgodę od zwrócenia Stolicy Apostolskiej wszystkich odebranych jej dóbr. 13 kwietnia 1055 roku Gebhard został formalnie obrany papieżem i przyjął imię Wiktor II.
Jako papież kontynuował walkę swojego poprzednika z symonią i konkubinatem wśród duchownych. Cieszył się poparciem cesarza, dlatego też uzyskał o wiele więcej, niż udało to się Leonowi IX. 4 czerwca 1055 roku Wiktor II zwołał synod we Florencji, w którym uczestniczył sam cesarz oraz 120 biskupów. Synod potwierdził dawne dekrety przeciwko symonii, a nieprzestrzegający ich biskupi zostali usunięci ze stanowisk. Wiktor wysłał również list do króla Leónu (w Hiszpanii), Ferdynanda I, w którym groził mu ekskomuniką, jeśli ten nie uzna praw Henryka do cesarskiego tronu. Ferdynand spełnił żądania papieża.
W początkach 1056 roku Wiktor odesłał Hildebranda do Francji z zadaniem kontynuowania walki z symonią i konkubinatem. Ustanowił również dwóch legatów papieskich, arcybiskupów Raimbauda z Arles i Pontiusa z Aix, którzy mieli wspomagać Hildebranda w południowej Francji. Wezwany pilnie przez cesarza do Niemiec, przybył Wiktor do Goslar we wrześniu 1056 roku. Gdy 5 października 1056 roku, zmarł Henryk III, Gebhard został, opiekunem kilkuletniego Henryka IV i regentem Bawarii. 28 października odbył się pogrzeb króla. Papież zapewnił wówczas, by władzę w imieniu nieletniego Henryka IV, objęła jego matka Agnieszka z Poitou.
14 czerwca 1057 powołał mnicha Fryderyka na stanowisko kardynała-prezbitera od św. Chryzogona, zyskując w ten sposób przyjaźń jego brata, potężnego księcia Godfryda Lotaryńskiego. Następnie udał się do Toskanii, gdzie rozsądzał spory.
Zmarł 28 lipca na febrę tuż po synodzie w Arezzo. Zgodnie z życzeniem papieża, jego szczątki wieziono do Eichstätt, gdzie miał zostać pochowany. Po drodze jednak mieszkańcy Rawenny odebrali przemocą ciało wiozącym je osobom i pochowali papieża w kościele Santa Maria Rotonda, gdzie spoczął obok Teodoryka Wielkiego, króla Ostrogotów.